# 潞西楼梯草
潞西楼梯草（学名：Elatostema luxiense）是荨麻科楼梯草属的植物，为中国的特有植物。特产于中国的云南潞西（今芒市），也见于滇西的其它一些地区，生长于海拔1750米的地区，多生长于山谷中。目前尚未由人工引种栽培。发现者为植物学家王文采。

## 性状
为多年生草本。茎高约25cm，无毛，有稍密的钟乳体，不分枝。
叶无柄，无毛，草质，斜长圆形，顶端尖头全缘，基部狭侧楔形，宽侧耳形，边缘下部全缘，其上部有小牙齿，半离基三出脉。托叶钻形。
花为雄头状花序，单生，具细梗；花序梗无毛；花序托不规则圆形，无毛；苞片约15枚，条形或宽条形，顶端圆形，无毛；小苞片披针形，无毛。雄花蕾无毛。雌头状花序未见。花期2月。